# حكومة حسين العويني الثالثة
الحكومة اللبنانية الخامسة والثلاثون بعد الاستقلال، والأولى بعهد الرئيس شارل حلو، وهي ثالث حكومة يترأسها حسين العويني. شكلت الحكومة بموجب المرسوم رقم 3 بتاريخ 25 أيلول / سبتمبر 1964، ونالت الثقة بموجب 54 صوت ضد 33 صوتاً وامتناع 1، واستقالت بتاريخ 18 تشرين الثاني / نوفمبر 1964.

## أعضاء الحكومة
- حسين العويني رئيساً لمجلس الوزراء ووزيراً للداخلية ووزيراً للدفاع الوطني.
- جبران نحاس نائباً لرئيس مجلس الوزراء ووزيراً للعدل.
- جورج فيليب نقاش وزيراً للإرشاد والأنباء ووزيراً للأشغال العامة والنقل ووزيراً للسياحة.
- جوزف نجار وزيراً للاقتصاد الوطني ووزيراً للتصميم العام.
- محمد كنيعو وزيراً للبرق والبريد والهاتف ووزيراً للصحة العامة.
- إدمون كسبار وزيراً للتربية الوطنية والفنون الجميلة.
- فؤاد عمون وزيراً للخارجية والمغتربين.
- فؤاد نجار وزيراً للزراعة.
- وحيد رضا وزيراً للعمل ووزيراً للشئون الاجتماعية.
- أمين بيهم وزيراً للمالية.

## وصلات خارجية
- موقع رئاسة مجلس الوزراء الرسمي